# Myrna Mack Chang
Myrna Elizabeth Mack Chang (geboren am 24. Oktober 1949 in Retalhuleu; getötet am 11. September 1990 in Guatemala-Stadt) war eine guatemaltekische Anthropologin und Menschenrechtsaktivistin. Sie untersuchte die Situation der durch den Bürgerkrieg entwurzelten ländlichen Gemeinden. 1990 wurde sie von einer Todesschwadron der guatemaltekischen Streitkräfte ermordet, weil sie sich kritisch zur Behandlung der indigenen Maya durch die Regierung geäußert und Menschenrechtsverletzungen angeprangert hatte.
Nach jahrelangem Rechtsstreit entschied der Interamerikanische Gerichtshof für Menschenrechte im Jahr 2004 gegen die Armee und ordnete eine Entschädigung für ihre Familie an.

## Biografie
Myrna Mack wurde 1949 im Barrio San Nicolás im Departamento Retalhuleu geboren. Ihre Mutter war die Chinesin Zoila Esperanza Chang Lau und ihr Vater der Maya Yam Jo Mack Choy. Myrna war das zweite von sechs Kindern, ihre jüngere Schwester war die Menschenrechtsaktivistin Helen Mack Chang. Sie besuchte die Grundschule am Colegio D’Antoni in Huehuetenango. Anschließend besuchte sie die Sekundarschule Colegio Monte María und machte 1967 ihren Abschluss als Grundschullehrerin. Am 16. November 1973 wurde ihre Tochter Lucrecia Hernández Mack geboren, eine spätere guatemaltekische Ärztin und Politikerin, die ab 2016 als erste Frau das Gesundheitsministerium Guatemalas leitete.
In den 1970er Jahren verbrachte Myrna Mack einige Zeit in ländlichen Gebieten des westlichen Hochlands und arbeitete als Alphabetisierungslehrerin. Danach studierte sie zuerst an der Universidad de San Carlos de Guatemala sowie der Escuela de Trabajo Social del Seguro Social und anschließend Anthropologie und Philosophie an den Universitäten von Manchester und Durham in Großbritannien. Ihr Studium zum Master of Philosophy beendete sie in der Abteilung für Lateinamerikastudien und schloss es mit der Vorlage ihrer Dissertation Von der Basisorganisation zur Massenmobilisierung in Nicaragua: Der Fall Esteli ab.
1982 kehrte sie nach Guatemala zurück und wurde Mitarbeiterin von Inforpress Centroamericana. Sie wurde Leiterin der Abteilung für Spezialstudien und 1985 Beraterin des Nationalen Instituts für Ernährung für ein ländliches Programm in Mexiko. 1986 gründete sie mit einigen Kollegen von Inforpress Centroamericana die Asociación para el Avance de las Ciencias Sociales de Guatemala („Vereinigung zur Förderung der Sozialwissenschaften in Guatemala“, AVANCSO). Von 1987 bis 1989 führte sie Feldforschungen in mehreren ländlichen Gemeinden durch, die durch den Bürgerkrieg entwurzelt worden waren. Sie arbeitete dabei vor allem in den Gebieten der Ixil und im Departamento Alta Verapaz. Durch ihre Arbeit wurde sie zu einer Menschenrechtsaktivisten und auf Übergriffe der Regierungstruppen Guatemalas aufmerksam. 1990 veröffentlichte sie die Ergebnisse ihrer Arbeit unter dem Titel Política institucional hacia el desplazado interno de Guatemala („Institutionelle Politik gegenüber den Binnenvertriebenen Guatemalas“). Mit der Veröffentlichung gelang es ihr, die Problematik der Binnenvertriebenen des Landes zur Sprache zu bringen. Ihre Arbeit war ausschlaggebend dafür, dass sich die Internationale Konferenz für Zentralamerikanische Flüchtlinge (CIREFCA) im Mai 1990 in Guatemala traf und sich mit diesem Thema befasste.
In der Folge baten Organisationen aus dem Ixil-Gebiet erst die Regierung und danach den Geistlichen Julio Edgar Cabrera Ovalle um Hilfe. Sie verfassten einen Bericht, der am 7. September 1990 veröffentlicht wurde und für den Myrna Mack von der Regierung unter dem Regime des Christdemokraten Marco Vinicio Cerezo Arévalo, Präsident von 1986 bis 1991, verantwortlich gemacht wurde. Am 11. September 1990 wurde sie vor ihrem Büro in Guatemala-Stadt von einer Todesschwadron der guatemaltekischen Streitkräfte (angeblich von der School of the Americas beauftragt) mit 27 Messerstichen ermordet.

## Stiftung und Aufklärung der Ermordung

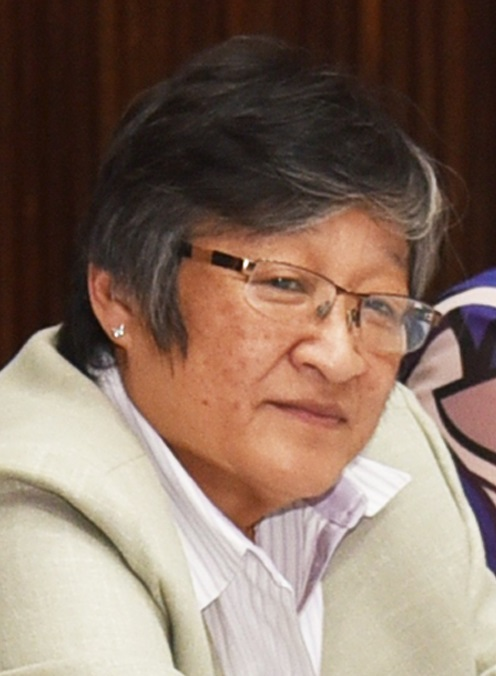
Helen Mack Chang, Schwester von Myrna Mack, gründete die Myrna-Mack-Stiftung und arbeitete an der Aufklärung des Mordes.

Helen Mack Chang, die Schwester von Myrna Mack, widmete sich nach der Ermordung der Aufklärung des Falles. Von 1990 bis 1993 wurde der Prozess gegen den Hauptverantwortlichen für das Attentat geführt, den Spezialfeldwebel Noel de Jesús Beteta Álvarez, der 1994 zu einer fünfundzwanzigjährigen Haftstrafe verurteilt wurde. 1993 gründete Helen Mack Chang die Fundación Myrna Mack. Die Einrichtung wurde ursprünglich durch den Right Livelihood Award finanziert, der im Dezember 1992 an Helen verliehen worden war. Sie arbeitete zunächst daran, die Ermordung von Myrna Mack und anderen während des guatemaltekischen Bürgerkriegs Verschwundenen aufzuklären. 1994 wurde ein Strafverfahren wegen intellektueller Verantwortung gegen drei hochrangige Militäroffiziere eröffnet: General Edgar Augusto Godoy Gaitán, der zum Zeitpunkt des Attentats Chef des Generalstabs des Präsidenten war, Oberst Juan Valencia Osorio, damals Leiter der Abteilung für die Sicherheit des Präsidenten, und Oberst Juan Guillermo Oliva Carrera, stellvertretender Leiter derselben Abteilung. Die Verhandlung gegen die Drahtzieher fand von September bis Oktober 2002 statt und endete mit der Verurteilung von Oberst Valencia Osorio durch das Dritte Strafgericht; die Vierte Berufungskammer hob die Entscheidung jedoch im Mai 2003 auf.
Anfang 2004 schließlich hob die Strafkammer des Obersten Gerichtshofs die Entscheidung der Vierten Berufungskammer auf und bestätigte das Urteil vom Oktober 2002, womit die Verurteilung rechtskräftig wurde. Ende 2003 verurteilte der Interamerikanische Gerichtshof für Menschenrechte den guatemaltekischen Staat wegen seiner Verantwortung für den Mord, die Vertuschung und die Rechtsverweigerung im Fall Mack Chang. Das Urteil stellt zudem klar, dass es sich im Fall Myrna Mack Chang um eine außergerichtliche Hinrichtung durch den Stab des Präsidenten handelte:

«La muerte de Myrna Mack Chang fue producto de una operación encubierta de inteligencia militar llevada a cabo por el Estado Mayor Presidencial y tolerada por diversas autoridades e instituciones.»

„Der Tod von Myrna Mack Chang war das Ergebnis einer verdeckten militärischen Geheimdienstoperation, die vom Generalstab des Präsidenten durchgeführt und von verschiedenen Behörden und Institutionen geduldet wurde.“

«Está establecido que el presente caso de la ejecución extrajudicial de Myrna Mack Chang fue producto de una operación de inteligencia militar del Estado Mayor presidencial, que perseguía el ocultamiento de los hechos y la impunidad de los responsables y para tal fin, bajo la tolerancia del Estado, recurría a todo tipo de recursos, entre los que se encontraban los hostigamientos, las amenazas y asesinatos de aquellos que colaboraban con la justicia.»

„Es ist erwiesen, dass der vorliegende Fall der außergerichtlichen Hinrichtung von Myrna Mack Chang das Ergebnis einer militärischen Geheimdienstoperation des Generalstabs des Präsidenten war, der versuchte, die Tatsachen zu verschleiern und den Verantwortlichen Straffreiheit zu verschaffen, und zu diesem Zweck mit Duldung des Staates auf alle möglichen Mittel zurückgriff, einschließlich Schikanen, Drohungen und Mord an denjenigen, die mit der Justiz zusammenarbeiteten.“

Im April 2004 räumte die guatemaltekische Regierung öffentlich ein, dass ihre Agenten den Mord begangen hatten, und leitete Wiedergutmachungsmaßnahmen für ihre Familie ein.

## Belege
1. 1 2 3 4 5 6  Biografía de Myrna Mack Chang auf guatemala.com, abgerufen am 29. November 2022.
2. 1 2 3 4 5 6 7 8 9  Biografía von Myrna Mack auf der Homepage der Asociación para el Avance de las Ciencias Sociales de Guatemala, abgerufen am 29. November 2022.
3. 1 2 3 4 5 6 7  Biografía de Myrna Mack Chang bei der Fundación Myrna Mack, abgerufen am 29. November 2022.